# Towada (Vulkan)
Der Towada (jap.: 十和田火山) ist eine Caldera auf der japanischen Insel Honshū. Er liegt an der Grenze der Präfekturen Aomori und Akita im Towada-Hachimantai-Nationalpark.
Die Caldera mit einem Durchmesser von rund elf Kilometern entstand bei sechs großen Vulkanausbrüchen vor 40.000 bis 13.000 Jahren. In der Caldera bildete sich der Towada-See mit einem Wasserspiegel von 400 Metern über dem Meeresspiegel. Die Wände der Caldera reichen bis auf etwa 1000 Meter Höhe; der höchste Gipfel ist 1159 Meter hoch.
Im Südsüdosten der Towada-Caldera entstand der Stratovulkan Ninokura, der durch nachfolgende explosive Eruptionen zerstört wurde. An seiner Stelle liegt die Nakanoumi-Caldera mit etwa zwei Kilometer Durchmesser. Ihr Südwest- und Nordostrand bildet in der Gegenwart zwei Halbinseln im Towada-See. Beim letzten großen Ausbruch im Jahr 915 wölbte sich an der nordöstlichen Halbinsel der Lavadom Ogura auf. Bei den Eruptionen der Stärke fünf auf Vulkanexplosivitätsindex (VEI) bildeten sich pyroklastische Ströme; es wurden rund 6,5 Kubikkilometer Tephra gefördert.
Der Vulkan ist von Aomori mit dem Linienbus erreichbar.